# Edi Danilo Guerra
Edi Danilo Guerra Pérez (Santa Ana, 11 dicembre 1987) è un ex calciatore guatemalteco, di ruolo attaccante.

## Carriera

### Club
Ha giocato nella massima serie guatemalteca.

### Nazionale
Nel 2018 ha esordito in nazionale.

## Statistiche

### Cronologia presenze e reti in nazionale
| Cronologia completa delle presenze e delle reti in nazionale ― Guatemala | Cronologia completa delle presenze e delle reti in nazionale ― Guatemala | Cronologia completa delle presenze e delle reti in nazionale ― Guatemala | Cronologia completa delle presenze e delle reti in nazionale ― Guatemala | Cronologia completa delle presenze e delle reti in nazionale ― Guatemala | Cronologia completa delle presenze e delle reti in nazionale ― Guatemala | Cronologia completa delle presenze e delle reti in nazionale ― Guatemala | Cronologia completa delle presenze e delle reti in nazionale ― Guatemala |
| Data                                                                     | Città                                                                    | In casa                                                                  | Risultato                                                                | Ospiti                                                                   | Competizione                                                             | Reti                                                                     | Note                                                                     |
| ------------------------------------------------------------------------ | ------------------------------------------------------------------------ | ------------------------------------------------------------------------ | ------------------------------------------------------------------------ | ------------------------------------------------------------------------ | ------------------------------------------------------------------------ | ------------------------------------------------------------------------ | ------------------------------------------------------------------------ |
| 15-8-2018                                                                | Città del Guatemala                                                      | Guatemala                                                                | 3 – 0                                                                    | Cuba                                                                     | Amichevole                                                               | 1                                                                        | 66’                                                                      |
| 5-9-2019                                                                 | Città del Guatemala                                                      | Guatemala                                                                | 10 – 0                                                                   | Anguilla                                                                 | CONCACAF Nations League 2019-2020 - Fase a gironi                        | 4                                                                        | 59’                                                                      |
| 10-9-2019                                                                | Mayagüez                                                                 | Porto Rico                                                               | 0 – 5                                                                    | Guatemala                                                                | CONCACAF Nations League 2019-2020 - Fase a gironi                        | 1                                                                        |                                                                          |
| 12-10-2019                                                               | The Valley                                                               | Anguilla                                                                 | 0 – 5                                                                    | Guatemala                                                                | CONCACAF Nations League 2019-2020 - Fase a gironi                        | 1                                                                        |                                                                          |
| 21-11-2019                                                               | Coatepeque                                                               | Guatemala                                                                | 8 – 0                                                                    | Antigua e Barbuda                                                        | Amichevole                                                               | 2                                                                        | 54’                                                                      |
| Totale                                                                   |                                                                          | Presenze                                                                 | 15                                                                       |                                                                          | Reti                                                                     | 9                                                                        |                                                                          |